# Sève Feu de Joie
Sève Feu de Joie — французский ликёр, созданный в 1847 году Леопольдом Бругеролем (Léopold Brugerolle) в коммуне Мата, недалеко от Коньяка (регион Новая Аквитания).

## Состав и вкусовой профиль
Ликёр изготавливается на основе коньячной спиртовой основы (eau-de-vie de cognac) и горького миндаля (amandes amères). По вкусу его часто сравнивают с традиционным итальянским амаретто, хотя Sève Feu de Joie имеет более выраженный коньячный вкус.

## Способы употребления
Sève Feu de Joie традиционно подают как дижестив после ужина — как в чистом виде, так и со льдом. Его также используют в составе коктейлей, придавая напиткам сладко-миндальную глубину.

## Производство и дистрибуция
В настоящее время ликёр распространяется компанией Compagnie de Guyenne, основанной в 1969 году Мишелем Косто (Michel Coste). Фирма базируется в Коньяке и осуществляет поставки более чем в 80 стран мира.